# Júdás apostol
Júdás apostol vagy Szent Júdás Taddeus, olykor magyarosan Tádé apostol (ógörögül: Ιούδας Θαδδαῖος, latinul: Iudas Thaddaeus; 1. század) Jézus tizenkét apostolának egyike. Nem összetévesztendő Iskarióti Júdással.
Életéről nagyon keveset lehet tudni.

## Személye a Bibliában
A Biblia külön kiemeli, hogy Júdás nem azonos Iskarióti Júdással (Jn 14:22). Lukács evangéliuma Judas Jacobi, Márk evangéliuma pedig Júdás Taddé néven említi. Léteznek olyan Máté evangéliuma kéziratok, melyekben Judas Lebbeus néven szerepel. Tádé apostol anyja Mária Kleofe volt, aki közeli rokona, valószínűleg unokatestvére volt Jézus anyjának, Máriának. Leveléből kiderül, hogy az ifjabb Jakab apostol testvére. Órigenész a Római levélhez írt kommentárjában azt a véleményt képviseli, hogy egy és ugyanazon személyekről van szó.
Az Újszövetség mindössze annyit jegyez még meg róla, hogy egy alkalommal kérdést intézett Jézushoz (Jn 14:22).

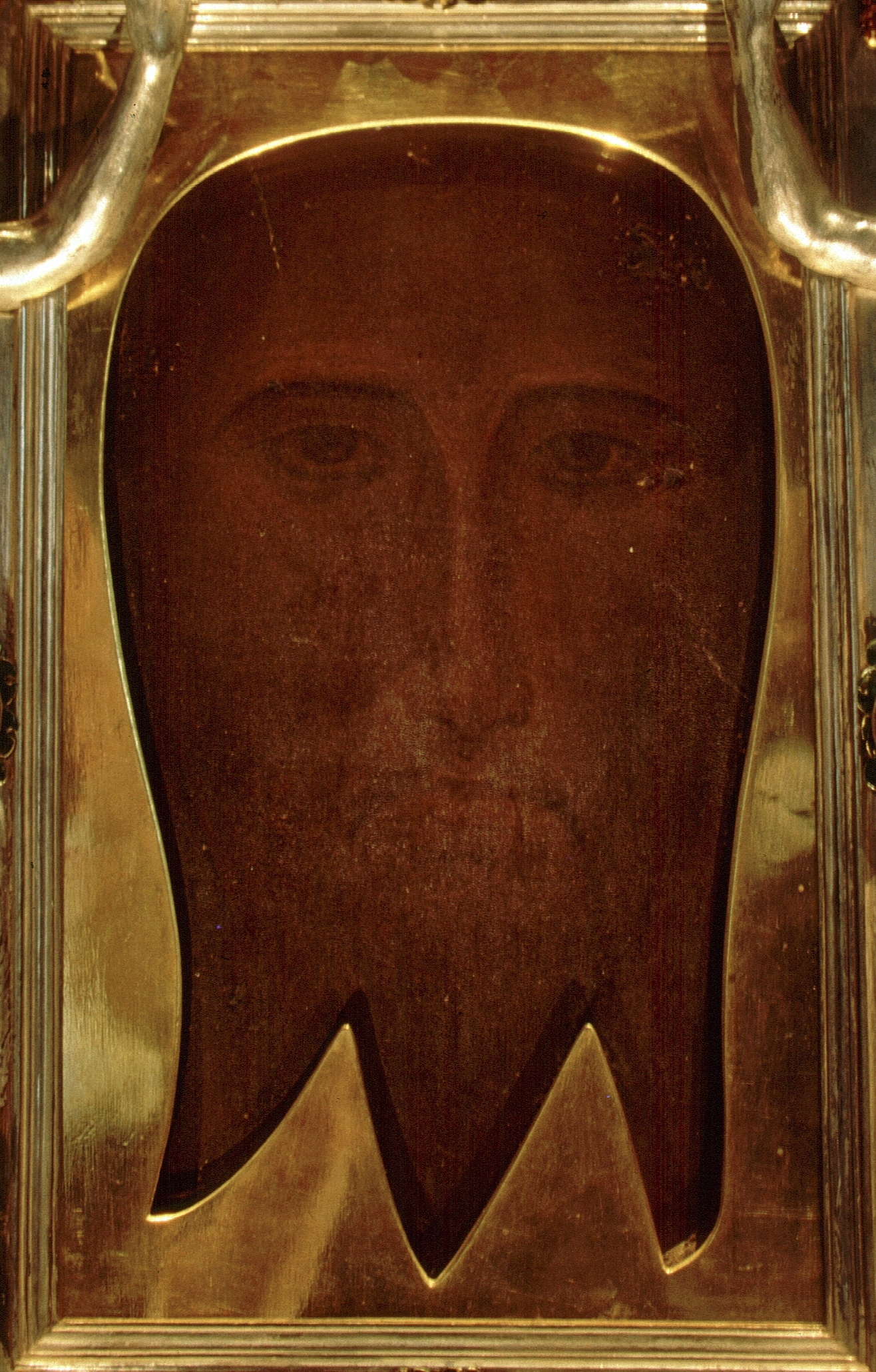
A Mandylion ikon

## Biblián kívüli hagyomány
Eszerint Jézus korában élt Edesszában egy Abgár nevű, istenfélő király. Abgár hallott Jézus tetteiről, és levelet intézett hozzá, melyben többek között ez állt: ,,Jöjj el hozzám, és segíts betegségemen! Hallottam arról is, hogy a zsidók zúgolódnak ellened, és üldöznek. Ezért jöjj hozzám! Igaz, hogy csak egy kis város felett uralkodom, de ez a város tisztességes, és neked meg nekem elég lesz.” Jézus levélben válaszolt neki, és azt írta, hogy neki Jeruzsálemben kell teljesítenie a küldetését, de később majd egy tanítványát elküldi. Jézus mennybemenetele után Tamás apostol teljesítette is az ígéretet azzal, hogy Júdás apostolt Edesszába küldte. Ő megjelent Abgár király előtt, bemutatkozott, hogy Jézus tanítványa miközben mennyei fény sugárzott az arcáról. A király azonnal boldogan megvallotta hitét az Isten Fiában, az apostol pedig fogta a magával hozott kendőt, amelyen Jézus arca volt látható (Mandylion), betakarta vele a leprában szenvedő király arcát, és az mindjárt visszanyerte egészségét.
Az edesszai megtérés után Júdás Mezopotámiában, a Tigris és az Eufrátesz folyók vidékén (a mai Irak területén) hirdette az evangéliumot, majd Simon apostollal Perzsiába ment (amely akkoriban a Pártus Birodalom része volt) téríteni. Itt több csodát vittek végbe ketten:
A legenda szerint együtt is lettek vértanúk, egyes hagyomány szerint Perzsiában kettéfűrészelték őket. Más forrás úgy tartja, hogy Júdás és Simon visszament Jeruzsálembe, ahol Júdást bottal agyonverték, Simont pedig darabokra fűrészelték. Halála 80 körül lehetett. Testét feltehetően Jeruzsálemben temették el. Clairvaux-i Szent Bernát halála évében (1153) Júdás-ereklyéket kapott Jeruzsálemből, amely akkoriban a keresztes lovagok uralma alatt állt. Az ereklyéket Bernát mellé temették.

## Júdás unokáinak története
Hégészipposz 2. századi ókeresztény író beszámol arról, hogy Júdás apostol két unokája az 1. század végén még Palesztinában lakott, és némelyek feljelentették őket Domitianus római császárnak, mint Dávid királyi házából származókat. A császár maga elé idéztette őket, és megkérdezte, hogy igaz-e királyi származásuk. Miután a leszármazottak igennel feleltek, a császár a vagyonuk iránt érdeklődött. A két unoka elmondta a császárnak, hogy összesen 9000 dénár értékű vagyonuk van, de 39 plethra (kb. 17 kataszteri hold) föld formájában. Elmondták azt is, hogy földművelésből élnek, és becsületesen fizetik az adót, majd megmutatták a császárnak a fizikai munkától kérgessé vált tenyerüket. A császár ekkor Krisztus királyságáról vallatta őket, a leszármazottak pedig elmondták, hogy Krisztus országa nem földi, hanem angyali és mennyei; és az utolsó ítéletkor fog eljönni. Miután Domitianus meggyőződött róla, hogy Krisztus királysága és követői nem fenyegetik birodalmát, szabadon engedte a leszármazottakat.

## Tisztelete
Ünnepét Simonnal közösen a Szent Jeromos-féle Martirologium október 28. napjára teszi. Rómában a 9. századtól ünneplik őket. Az ortodoxok június 19-én tartják emléknapját.

## Neve alatt fennmaradt iratok
A hagyományos keresztény nézet szerint Júdás volt a szerzője az Újszövetségben lévő rövid levélnek, amely az ő nevét viseli (Júdás, Jézus Krisztus szolgája és Jakabnak testvére). Újabb megközelítések a levél keletkezését a 2. századra helyezik.
Létezett azonban Júdásnak egy evangéliuma is, amely mára elveszett. Ezt – megkülönböztetendő Iskarióti Júdás evangéliumától – Taddeus evangéliuma néven tartják számon.